# Alfredo Nobre da Costa
Alfredo Jorge Nobre da Costa (Lapa, 10 september 1923 - Lissabon, 4 februari 1996) was een Portugees politicus en eerste minister.

## Levensloop
Nobre da Costa vervolledigde een studie in de ingenieurswetenschappen in Lissabon en in Londen. Vervolgens werkte hij jarenlang als bediende en raadgevend ingenieur bij de industrieholding Champalimaud, het tweede grootste financiële imperium van Portugal.
Als onafhankelijk vakman, die tot de linkse middens gerekend werd, werd hij op 25 maart 1977 in de regering van Mário Soares benoemd tot minister van Industrie en Technologie. Hij bleef dit tot en met 9 december 1977.
Nadat Soares aftrad, werd hij op 28 augustus 1978 eerder onverwacht door president António Ramalho Eanes benoemd tot de nieuwe premier van Portugal en belast met de opdracht de regering te leiden tot aan het einde van de vierjarige legislatuurperiode van de Assembleia de República. Toch slaagde hij er niet in een parlementaire meerderheid achter zich te scharen en op 22 november 1978 diende hij zijn ontslag in als eerste minister. Hij werd opgevolgd door Carlos Mota Pinto.
Nobre da Costa, die een uitstekend bridgespeler was, was van 1966 tot 1967 de voorzitter van de Portugese Bridgespelersbond. In 1951 huwde hij met Maria de Lourdes de Carvalho, met wie hij twee kinderen kreeg.
- Gemeinsame Normdatei: 1165658291
- International Standard Name Identifier: 0000 0000 6800 8907
- Virtual International Authority File: 99885845